# Pierre Granier-Deferre
Pierre Granier-Deferre (Paris,  27 de julho de 1927 — Paris, 16 de novembro de 2007) foi um diretor de cinema francês.
Foi casado com a atriz britânica Susan Hampshire  (n. 1937) e era pai do diretor de filmes para televisão Denys Granier-Deferre (n. 1949) e do produtor Christopher Granier-Deferre.
Entre seus filmes mais conhecidos estão  Le chat e Adieu Bulle. Foi indicado para o Prêmio César, em 1982, por Une étrange affaire (melhor diretor e melhor roteiro) e, em 1983, por  L'étoile du Nord (melhor adaptação).
Cineasta de formação clássica, Granier-Deferre foi assistente de Marcel Carné e Jean-Paul Le Chanois. Posteriormente dirigiu alguns dos mais importantes atores do cinema europeu dos anos 1960 e 1970, como Simone Signoret, Lino Ventura, Jean Gabin, Philippe Noiret, Michel Piccoli, Hanna Schygulla, Charlotte Rampling e Alain Delon.
Granier-Deferre era apaixonado pelos romances policiais cult de Georges Simenon, o criador do Comissário Maigret, personagem de vários filmes de Granier-Deferre para a televisão.

## Filmografia
[D] = direção - [R]= roteiro

### Cinema
- 1962 : Le petit garçon de l'ascenseur [D], [R]
- 1965 : La métamorphose des cloportes [D]; roteiro de Albert Simonin e Michel Audiard, baseado no romance de Alphonse Boudard; com Lino Ventura
- 1965 : Paris au mois d'août [D], [R], com  Charles Aznavour
- 1967 : Le grand dadais [D], [R]
- 1970 : La Horse [D], [R] com Jean Gabin
- 1971 : Le chat [D], [R]  com Jean Gabin e Simone Signoret; La veuve Couderc [D], [R] com Simone Signoret e Alain Delon baseado em romance de Georges Simenon.
- 1973 : Le fils [D], [R]; Le train [D], [R] com Jean-Louis Trintignant e Romy Schneider
- 1974 : La race des seigneurs [D], [R]
- 1975 : La cage [D], [R]; Adieu poulet [D]
- 1976 : Une femme à sa fenêtre (no Brasil, Uma mulher na janela), [D], [R];  Le toubib [D], [R] com Alain Delon e Véronique Jannot
- 1981 : Une étrange affaire [D], [R] com Gérard Lanvin, Michel Piccoli e Nathalie Baye
- 1982 : L'étoile du Nord [D], [R]
- 1983 : L'ami de Vincent [D], [R] com Philippe Noiret e Jean Rochefort
- 1985 : L'homme aux yeux d'argent [D], [R] com Alain Souchon
- 1986 : Cours privé [D], [R] com Michel Aumont, Elizabeth Bourgine
- 1987 : Noyade interdite [D], [R] com Philippe Noiret, Elizabeth Bourgine, Marie Trintignant, Gabrielle Lazure
- 1988 : La couleur du vent [D]
- 1990 : L'autrichienne [D], com Hanna Schygulla
- 1995 : Le petit garçon [D]
- 1992 : La voix [D], [R]
- 1993 : Archipel [D], [R]

### Televisão
- 1995 : Maigret et la vente à la bougie [D], [R] com  Bruno Cremer
- 1996 : La dernière fête [D], [R] com Bruno Cremer e Charlotte Rampling
- 1997 : Maigret et l'enfant de chœur [D], [R] com  Bruno Cremer
- 1999 - Madame Quatre et ses enfants; Meurtre dans un jardin potager; Un meurtre de première classe
- 2000 - Maigret voit double; Maigret chez les riches
- 2001 : Maigret et la fenêtre ouverte [D], com Bruno Cremer
- 2002 - Maigret et le marchand de vin;  Maigret chez le ministre ; Maigret et le fou de Sainte Clotilde
- 2003 - Signé Picpus
- 2004 - Les scrupules de Maigret

### Assistência de direção
- 1954 - L'air de Paris
- 1955 - Village magique
- 1957 - À pied, à cheval et en voiture
- 1958 - En légitime défense;  Les grandes familles
- 1960 - Un taxi pour Tobrouk